# Anna Tramontano
Anna Tramontano (Nàpols, 14 de juliol de 1957 – Roma, 10 de març de 2017) va ser una biòloga computacional italiana.

## Formació i dedicació professional
Tot i que estudià inicialment física, i n'obtingué el doctorat a la Universitat de Nàpols el 1980, s'interessà aviat per la biologia i les expectatives de la biologia computacional i bioinformàtica. Després d'un període de postdoctorat a la Universitat de Califòrnia, de San Francisco, s'incorporà com a científica en l'equip del Programa de Bioinformàtica de l'EMBL a Heidelberg. Tot seguit s'especialitzà en el camp de la biologia computacional i completà els seus estudis de postdoctorat a la Universitat de Califòrnia, desenvolupant Insight II, un programari de gràfics 3D per a la modelització molecular.
Més endavant va participar en un programa de l'European Molecular Biology Laboratory, a Heidelberg, on treballà amb Arthur Lesk sobre l'anàlisi i modelització d'anticossos.
El 1990 tornà a Itàlia per treballar com a directora del Departament de Química i Biologia Computacional de l'Institut de Recerca de Biologia Molecular, el laboratori de recerca de Merck a Pomezia. Però tornà a la vida acadèmica i entre el 2001 i el 2017 treballà com a professora de Bioquímica -i després en el Departament de Física- a la Universitat La Sapienza, de Roma, on prosseguí els estudis sobre l'anàlisi de dades genòmiques i proteíniques.
Entre el 2005 i el 2016 va treballar com a redactora de la revista Bioinformatics, en què s'encarregava dels articles de bioinformàtica estructural, i també com a editora a les revistes Proteins, PLoS One i Current Opinion in Structural Biology.
Anna Tramontano ha estat membre del Consell Científic del Consell Europeu d'Investigació (ERC) des del 2011, del Laboratori Europeu de Biologia Molecular (EMBL), de la Junta Científica de l'Institut Pasteur-Fundació Cenci Bolognetti i del comitè organitzador de l'experiment mundial CASP. Ha format part del Consell Assessor de l'Institut Suís de Bioinformàtica de Basilea (SIB), del Centre de Regulació Genòmica de Barcelona (CRG), del Centro Nacional de Biotecnología de Madrid (CNB), de l'Institut Max Planck de Genètica Molecular de Berlín, de l'International Institute of Molecular and Cell Biology de Varsòvia (IIMCB) i ha estat membre del Comitè Científic Assessor de l'EMBL i de l'Institut Europeu de Bioinformàtica (EBI). Ha estat vicepresidenta de la Societat Internacional de Biologia Computacional (ISCB) i després presidenta del Comitè de Direcció de la Conferència Europea de Biologia Computacional (ECCB)
Ha participat activament en el camp de la formació en països en vies de desenvolupament. Ha col·laborat en projectes de formació a l'Àfrica, patrocinant a Kenya i les nacions veïnes (Uganda i Tanzània) un curs de tres dies en proteòmica, impartit per ella mateixa. Tot seguit va establir contacte amb estudiants africans de Bioinformàtica, oferint-los d'entrar en contacte amb nombrosos laboratoris a Europa -el seu inclòs- per a fer pràctiques o estudis avançats.
Va col·laborar amb la Universitat de Ciència i Tecnologia Rei Abdulaziz (KAUST), d'Aràbia Saudita, per a obtenir fons i dotar un gran nombre d'estudiants africans de beques de viatge, que els permetessin participar en la ISCB Àfrica ASBCB Conference, sobre Bioinformàtica, celebrada a Bamako (Mali) el 2009.

## Reconeixements
Ha estat guardonada amb el Premi Marotta de l'Acadèmia Nacional de les Ciències (2001), el Premi de la Presidència del Consell de Ministres per a les Ciències Naturals (2002), el Premi Minerva per la recerca científica (2005), el Premi KAUST Global Research Partnership (2008) i el Premi Internacional Luigi Tartufari de Biologia (2010).

## Beques Anna Tramontano
Des de 2017, la Societat Internacional de Biologia Computacional (ISCB) concedeix el Fons de beques Anna Tramontano per finançar pràctiques en laboratori a estudiants de països en vies de desenvolupament. Aquest programa fou creat per honorar la seva memòria, perpetuar d'alguna manera la seva tasca i estendre el seu llegat.